# Taximastinocerus brasiliensis
Taximastinocerus brasiliensis är en skalbaggsart som beskrevs av Wittmer 1976. Taximastinocerus brasiliensis ingår i släktet Taximastinocerus och familjen Phengodidae. Inga underarter finns listade i Catalogue of Life.